# Municipio de College (Iowa)
El municipio de College (en inglés: College Township) es un municipio ubicado en el condado de Linn en el estado estadounidense de Iowa. En el año 2010 tenía una población de 785 habitantes y una densidad poblacional de 19,84 personas por km².

## Geografía
El municipio de College se encuentra ubicado en las coordenadas 41°52′53″N 91°37′38″O / 41.88139, -91.62722. Según la Oficina del Censo de los Estados Unidos, el municipio tiene una superficie total de 39.57 km², de la cual 39,27 km² corresponden a tierra firme y (0,75 %) 0,3 km² es agua.

## Demografía
Según el censo de 2010, había 785 personas residiendo en el municipio de College. La densidad de población era de 19,84 hab./km². De los 785 habitantes, el municipio de College estaba compuesto por el 96,43 % blancos, el 0,89 % eran afroamericanos, el 0,51 % eran asiáticos y el 2,17 % eran de una mezcla de razas. Del total de la población el 0,51 % eran hispanos o latinos de cualquier raza.